# Nea Filadelfia-Nea Chalkidona
Nea Filadelfia-Nea Chalkidona (griechisch Νέα Φιλαδέλφεια-Νέα Χαλκηδόνα (f. sg.)) ist eine Gemeinde im nördlichen Zentrum des Athener Ballungsraums. Sie wurde zum 1. Januar 2011 durch Zusammenschluss der Gemeinden Nea Filadelfia (25.734 Einwohner) und Nea Chalkidona (9822 Einwohner) als Gemeinde Filadelfia-Chalkidona gebildet, die seither die beiden Stadtbezirke der Gemeinde bilden. Die Umbenennung in Nea Filadelfia-Nea Chalkidona erfolgte 2017.

## Geografie
Nea Filadelfia-Nea Chalkidona ist nach allen Seiten vom geschlossenen urbanen Stadtraum der Hauptstadt umgeben und erstreckt sich über gut fünf Kilometer in Nord-Süd-Richtung bei einer Breite von bis zu 1,3 Kilometern. Es grenzt an den Norden der Gemeinde Athen, das Quartier Kato Kouklaki bildet hier westlich des Kifisos die Südspitze der Gemeinde. Nördlich davon bildet der Kifisos die Grenze zu Agii Anargyri-Kamatero und Acharnes. Die östliche Gemeindegrenze zu Athen und Nea Ionia bildet im Süden der Bach Podoniftis oder Perissos, weiter nördlich die Ostgrenze des Parks von Nea Filadelfia. Nur durch Straßen markiert ist die nördliche Gemeindegrenze zu Metamorfosi. Die Gemeinde liegt auf rund 105 Metern Seehöhe in einer flachen Gegend, aus der sich nur im Nea-Filadelfia-Park ein sanfter Hügel erhebt.
Neben den Namen der Pfarrkirchen, nach denen die Stadtviertel benannt sind, gibt es die Viertel Kokkinos Mylos (‚Rote Mühle‘) am oberen Kifisos sowie Kouklaki im südlichen Zipfel Nea Chalkidonas und nördlich davon Chrysallida.

## Geschichte
Das Gebiet der Gemeinde war bis zum Ersten Weltkrieg kaum besiedelt und wurde nach dem Bach Podoniftis genannt, dieser hieß mutmaßlich nach der Athener Familie, die Eigentümer des Geländes war, einer anderen Theorie zufolge nach dem Brauch dort regelmäßig übender Soldaten, anschließend ihre Füße in dem Bach zu waschen (gr. podo- ‚Fuß-‘, nipto ‚waschen‘). 1897 erscheint die Gegend als Podoniftis erstmals in einer Volkszählung, damals wurden dort 19 Einwohner verzeichnet, 1920 ermittelte man 110 Einwohner.
Die städtische Besiedlung von Podoniftis begann nach dem Griechisch-Türkischen Krieg, als für rund 1,5 Millionen Flüchtlinge aus der Türkei in Griechenland Wohnraum geschaffen werden musste.
Die Namensgebung Nea Filadelfias (dt. ‚Neu Philadelphia‘) wird dem Anwalt und Parlamentsabgeordneten Panos Diamandopoulos zugeschrieben, der aus Filadelfia in Kleinasien (heute Alaşehir) stammte. 1924 erschien in einem Spendenaufruf für „200 weitere Wohnungen für die Flüchtlingssiedlung Filadelfia-Podoniftis“ erstmals der neue Name der Siedlung. Sie wurde ab 1927 planmäßig beiderseits der alten Landstraße von Athen nach Dekeleia als Gartenstadt angelegt, mit dem charakteristischen Straßenraster in einem Oval um die Platia Patriarchou, das bis heute besteht. Eine Abbildung von 1933 zeigt das Ausmaß der neu gegründeten, 41 Hektar umfassenden Gemeinde mit dem Sportplatz des AEK Athen, auf dem später das Nikos-Goumas-Stadion erbaut wurde. Ebenfalls 1927 begann man direkt südlich dieser Planstadt mit einer Flüchtlingssiedlung, die östlich der Landstraße durch ein Neubaugebiet von aus Griechenland stammenden Neubürgern Athens ergänzt wurde. Diese Siedlung beherbergte vor allem Flüchtlinge aus Konstantinopel und wurde Nea Chalkidona (‚Neu Chalkidona‘) nach Chalkedon, dem heutigen Kadıköy genannt.
1933 wurde Nea Filadelfia, 1934 Nea Chalkidona aus der Gemeinde Athen ausgegliedert. Beide waren zunächst Landgemeinden (kinotites); nachdem die Einwohnerzahl von 10.000 überschritten war, wurden sie zu Stadtgemeinden (dimi) hochgestuft (Nea Filadelfia 1947, Nea Chalkidona 1982). In den Jahrzehnten nach dem Zweiten Weltkrieg wuchsen die Gemeinden wie die gesamten Außenbereiche der griechischen Hauptstadt rasant und sind heute – bis auf den Park in Nea Filadelfia – fast vollständig bebaut. Mit der Umsetzung des Kallikratis-Programm von 2010 wurden sie miteinander zu einer Gemeinde fusioniert.

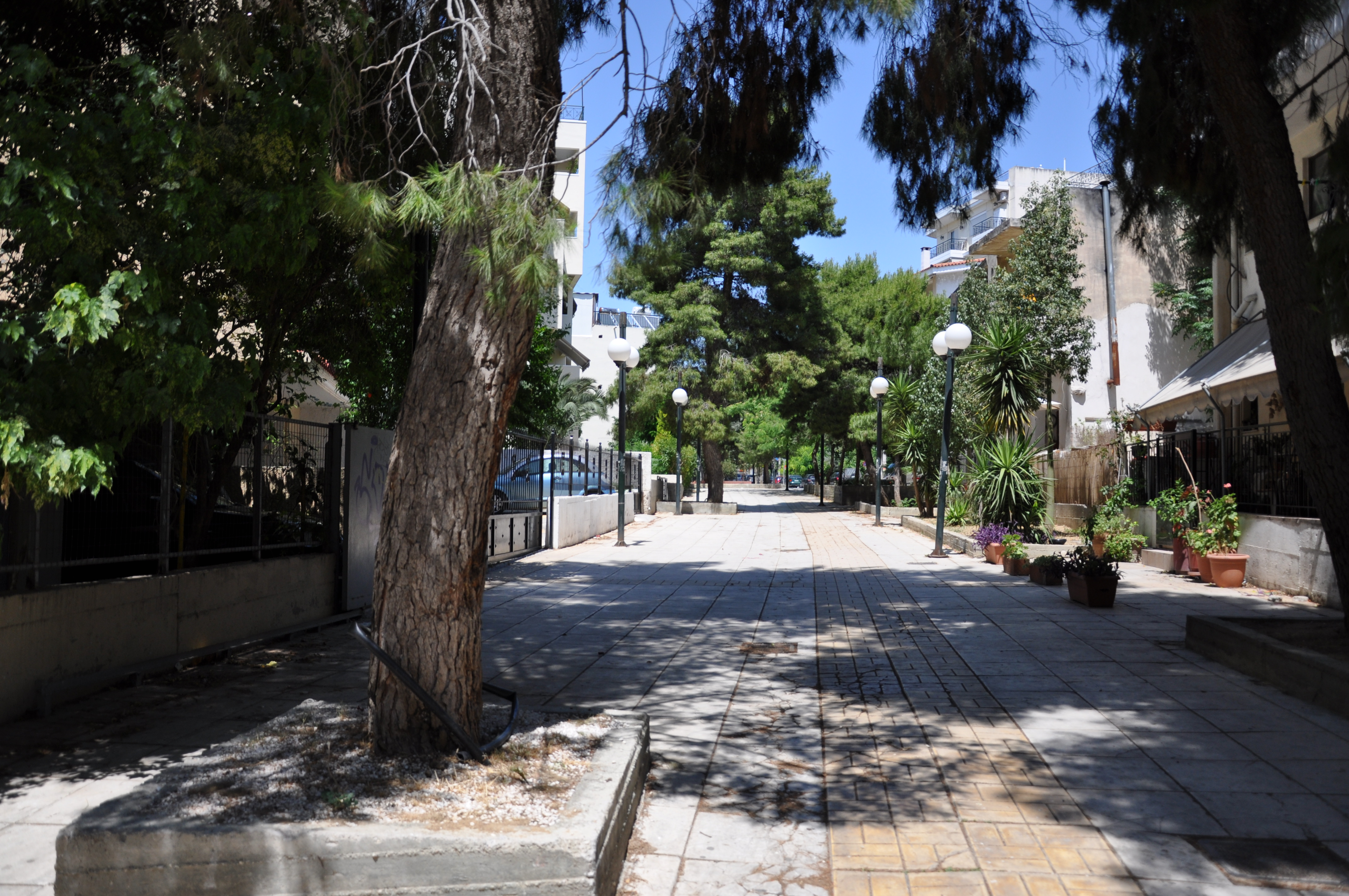
Straßenbild
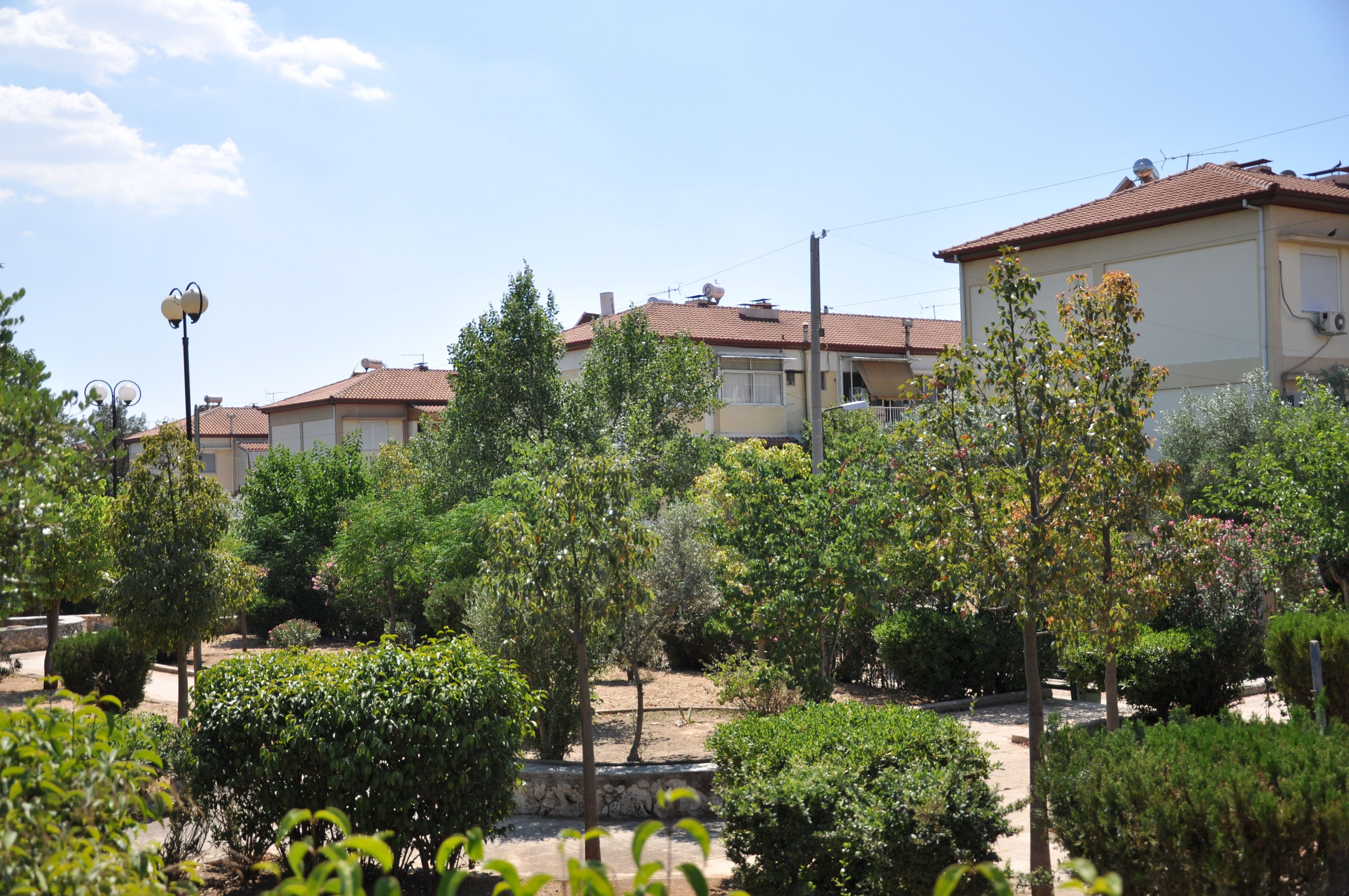
Arbeitersiedlung aus der Nachkriegszeit
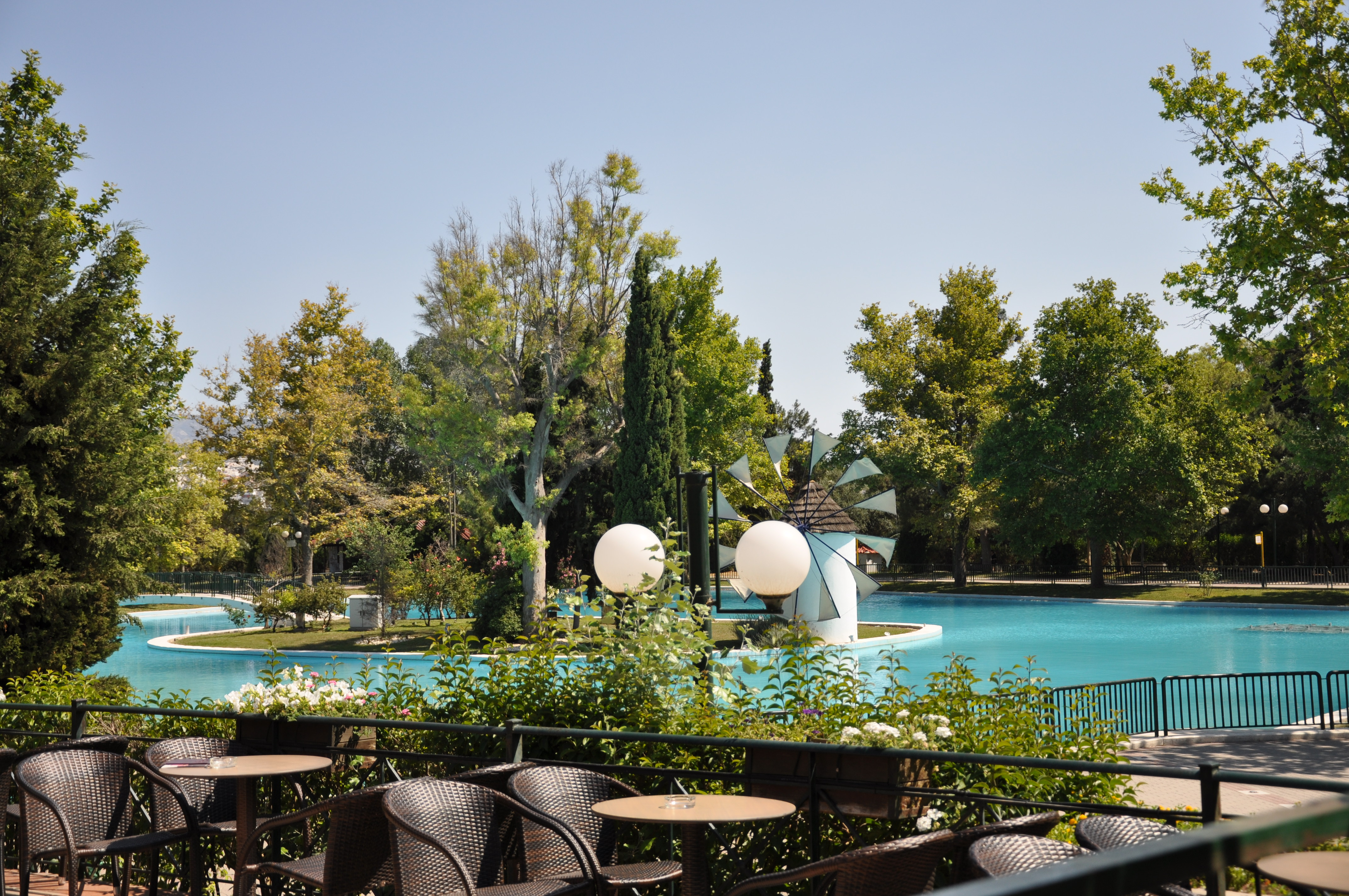
Künstlicher See im Park von Nea Filadelfia

## Infrastruktur, Sport und Verkehr
Die Gemeinde verfügt über viele Grünflächen, vorwiegend im 48 Hektar großen Park von Nea Filadelfia und an den Ufern der beiden Bachläufe, aber auch in vielen kleineren Parks und Grünflächen. Die Zentren beider Stadtteile sind als Fußgängerzonen gestaltet. Von den ursprünglichen Häusern der Flüchtlingssiedlung in Nea Filadelfia steht noch ein knappes Dutzend.
Der Park von Nea Filadelfia wurde durch Pflanzungen 1914 und 1939 angelegt und musste nach 1945, als die Einwohner das Holz verfeuert hatten, wieder aufgeforstet werden. In den 1950er Jahren wurde ein See angelegt, 1959 am Eingang des Parks das städtische Kino eröffnet. Von 1955 bis 1996 wurden auch Tiere in dem Park gehalten, der 1986 eröffnete Zoo wurde aber wieder aufgelöst.
Nea Filadelfia ist Gründungsort und Sitz des Sportvereins AEK Athen.
Die griechische A 1 verläuft direkt am westlichen Rand der Gemeinde, die Nationalstraße 1 durchquert die Gemeinde parallel zu ihr als Hauptstraße. Die Linie 1 der Metro Athen verläuft in knapp 500 Metern östlich der Gemeinde entlang.